# サヨナラの恋
『サヨナラの恋』（さよならのこい）は、BeeTVにて2010年10月1日より配信されたドラマ。放送時間は1話約10分。全12回。2011年1月7日にレンタルDVDがリリースされた。

## あらすじ
母子家庭で育った神崎瀬菜は、心の優しい頑張り屋の女の子。大手広告代理店に勤務している派遣社員。職場で出会った新藤光輝とは3年目の付き合いで現在同棲中。実は政治家の3世である彼と婚約し、誰もが羨む結婚をしようとしていた。しかし、光輝の家族は反対し光輝に政略結婚を迫る。2人の間にも不穏な空気が漂い始めていた。そんな時、瀬菜は愛想の悪い清掃員・森山清次と出会う。人生を諦めてしまったような、何か影のある男。心臓に爆弾を抱え、移植をしなければ余命いくばくもないという。そして、運命のいたずらは起こった。3人の運命が今、大きく動き出す。

## キャスト
- 神崎瀬菜：相武紗季
- 森山清次：上川隆也
- 新藤光輝：田中圭
- 松田耀子：田中律子
- 椿玲子：小沢真珠
- 河原崎美月：中山エミリ
- 如月：遊井亮子
- 阿部亮太：井上正大
- DENCODO女子社員からハンバーガー店アルバイト：垣内彩未
- 葉山梨花：河北麻友子
- 新藤睦男：天現寺竜
- 葉山真一：山田明郷
- 神崎晶子：永島暎子
- 新藤光蔵：津嘉山正種
- 唐木ちえみ、大和田健介、三浦まゆ　ほか

## スタッフ
- 脚本：真野勝成
- 演出：大木綾子（フジテレビジョン）
- 音楽：羽岡佳
- 技術プロデュース：田熊克二
- 撮影：宮﨑康仁
- 照明：森泉英男
- 音声：酒井順
- 映像：深澤敏行
- 編集：清水正彦
- HD編集：小林一雅
- MA：猪狩菜那
- 選曲：泉清二
- 技術デスク：井上治久
- 美術プロデュース：安藤典和
- デザイン：安部彩
- 美術進行：森田誠之
- 装飾：鷲沢栄一
- 持装具：市村真希
- 衣装：伊藤美恵子
- ヘアメイク：大坂ひとみ
- 編成：鈴木瞳
- 宣伝：星野拡、大井奈津子
- サイト編集：雨宮美幸
- スチール：江尻千世子
- 医事監修：高橋明仁
- 看護指導：石田喜代美
- ピアノ指導：吉田貴至
- 演出補：本多繁勝、鈴木アラタ
- 記録：市川桂
- 制作担当：藪下隆
- 制作主任：中村隆行、若林重武
- プロデューサー補：伊藤彰記
- 協力プロデューサー：井上博己
- 企画：エイベックス・エンタテインメント
- 企画協力：ボックスコーポレーション
- 制作協力：5年D組
- プロデューサー：鈴木健太郎、里内英司
- 製作：柳﨑芳夫（エイベックス・エンタテインメント）
- プロデュース：東康之（フジテレビ）
- 制作：フジテレビ
- 製作・著作：BeeTV

## 主題歌
- 「月と太陽に揺れる空」miray

## 挿入歌
- 「サヨナラの恋」miray